# Electric Cabaret
Electric Cabaret è il quarto album in studio del gruppo musicale danese Infernal, pubblicato nel 2008.

## Tracce
1. Downtown Boys – 4:14
2. Whenever You Need Me – 3:55
3. Electric Light – 3:54
4. Punk Disco – 3:45
5. Burning Up – 3:31
6. Because Uhh – 3:37
7. Days Full of Loving – 3:40
8. Silver Surfer – 5:44
9. Redefinition – 4:17
10. Dead or Alive – 3:37
11. Back to Youth – 4:08
12. Mr. Money – 3:20
13. I Feel Like Screaming – 3:41
14. Behind the Music – 5:36